# Child's Play (1972)
Child's Play is een Amerikaanse thriller uit 1972 onder regie van Sidney Lumet.

## Verhaal
Paul Reis accepteert een baan als gymleraar op een katholieke kostschool. Al gauw ontdekt hij dat de jongens er dikwijls gewelddadig handelen. Als een van de jongens dood wordt aangetroffen in de kapel, moet de school haar deuren sluiten. Kort daarna pleegt de leraar Latijn zelfmoord.

## Rolverdeling
| Acteur            | Personage      |
| ----------------- | -------------- |
| James Mason       | Jerome Malley  |
| Robert Preston    | Joseph Dobbs   |
| Beau Bridges      | Paul Reis      |
| Ron Weyand        | Vader Mozian   |
| Charles White     | Vader Griffin  |
| David Rounds      | Vader Penny    |
| Kate Harrington   | Mevrouw Carter |
| Jamie Alexander   | Sheppard       |
| Brian Chapin      | O'Donnell      |
| Bryant Fraser     | Jennings       |
| Mark Hall Haefeli | Wilson         |
| Tom Leopold       | Shea           |
| Julius Lo Iacono  | McArdle        |
| Christopher Man   | Travis         |
| Paul O'Keefe      | Banks          |